# Эмилия (певица)
Эмилия Янчева Валева (болг. Емилия Янчева Вълева), более известна как Эмилия (болг. Емилия); род. 21 марта 1982, Гылыбово, Болгария — болгарская поп-фолк и соул певица и актриса.

## Биография
Эмилия родилась 21 марта 1982 года в городе Гылыбово. Имеет старшую сестру Даниэлу. В детстве Эмилия была озорной и непослушной девочкой. В 12 лет начала петь народные песни у Живки Казаковой и Димитара Колеве. Затем она продолжила свое обучение в школе города Широка-Лыка. Три года спустя она отказалась подписывать контракт с звукозаписывающей компанией Пайнер, но руководители компании утверждали, что хотя её голос был грубым. В то же время Эмилия продолжила учёбу в музыкальном классе в Димитровграде, окончила в 2000 году.
В 1999 году Эмилия записала свою первую песню Свършено е с теб (рус. Все кончено с тобой), которая она получила приз за лучший дебют на фестивале Тракия Фолк. В июле 2001 года Эмилия запустила свой дебютный альбом Весело момиче (рус. Весёлая девочка). После этого она получила прозвище Весёлая девочка поп-фолка. В ноябре того же года она впервые спела за границей — вместе с другой певицей Глория (певица) дали концерт в Афинах.
В 2005 году Эмилия выпустила песню Целувай ме (рус. Целуй меня), которая стала визитной карточкой певицы.
В 2006 году Эмилия выпустила песню Още мисля за теб (рус. Все ещё думаю о тебе) Весной 2006 Эмилия отправилась в свой первый зарубежный тур в Австралию, где она давала концерты для болгарской диаспоры.
В 2010 году Эмилия вместе с коллегами по цеху Малиной и Галеной выпустили песню Аларма (рус. Сигнал), а видеоклипе на песню снялась актриса Латина Петрова. После этого она отправилась в США, где она давала концерты в разных городах для болгарской диаспоры.
В 2013 году Эмилия выпустила песню и видеоклип Ти си ми (рус. Ты мой) с индийскими мотивами.. В 2014 году Эмилия выпустила пару дуэтных композиции с израильским певцом Ави Бенеди Кой ще му каже (ивр. בואי תגלי לי‎) (рус. Кто скажет тебе) и Балкания. В том же году Эмилия вместе с Ави дали концерт в Москве в Кремлёвском дворце. 11 июня 2015 года на концерте по случаю 25-летия компании Пайнер Эмилия вместе с Преславой, Цветелиной Яневой, Деси Славой, Галеной и Анелией представили новую версию популярной народной песни Лале ли си, зюмбюл ли си, а 9 июля выпустила клип на эту песню.
В 2016 году Эмилия выпустила новую песню California, в котором принял участие DJ Цеци Лудата Глава, которая заняла в пятерке портала Сигнал.бг

## Личная жизнь
23 июля 2018 года Эмилия вышла замуж за Георга Башура. Имеет сына Ивана, которая она родила от бизнесмена. В 2016 году Эмилия родила дочку Миру

## Дискография

### Студийные альбомы
- 2001 — Весело момиче / Весёлая девочка
- 2002 — Нежни устни / Нежные губы
- 2004 — Ангел в нощта / Ангел в ночи
- 2005 — Самотна стая / Одинокая комната

```
Одинокая комната/
```

- 2006 — Мисли за мен / Подумай обо мне
- 2008 — Родена съм да те обичам / Я рождена любить тебя
- 2010 — Така ми харесва / Мне нравится это так
- 2012 — Смелите си имат всичко / У смелых есть всё
- 2015 — Ех, Българийо, красива / Эх, Болгария, красивая

### Сборники
- 2007 — Целувай ме - Best Ballads
- 2013 — Златните хитове на Емилия

## Фильмография
| Год  |   | Русское название | Оригинальное название | Роль          |
| ---- | - | ---------------- | --------------------- | ------------- |
| 2012 | с | Взятка           | Отплата               | Мария Боянова |